# Edith Elizabeth Pijpers
Edith Elizabeth Pijpers (Amsterdam, 27 september 1886 – Amersfoort, 22 oktober 1963) was een Nederlands schilder, tekenaar en grafisch kunstenaar.
Pijpers woonde en werkte achtereenvolgens in Laren, Den Haag, Amsterdam, Gorssel en Amersfoort. In Laren was ze een leerlinge van Hendrik Jan Wolter. Ze volgde een 5-jarige opleiding aan de Tekenakademie in Den Haag, waar ze les kreeg van onder andere J.J. Aarts en Fr. Jansen. Daarna kreeg ze nog een half jaar les in het maken van houtsneden van Jaap Veldheer. In Gorssel ontving ze adviezen op dit gebied van A. Court.
Haar werk bestaat uit schilderijen, tekeningen, etsen en litho's van portretten, figuren, bloemen, stillevens, stadsgezichten en landschappen. Naast litho's maakte zij ook houtsneden. Pijpers was lid van het Amersfoortse Kunstenaars Genootschap en De Onafhankelijken in Amsterdam. Zij gaf op haar beurt les aan D. van den Bosch en M.M. Nijburg.
- Biografisch Portaal: 99928525
- RKD-Nederlands Instituut voor Kunstgeschiedenis: 63533